# Volontaire (1794)
Pour les articles homonymes, voir Volontaire.
La Volontaire est une frégate française construite et coulée en 1794.

## «La plus belle frégate de France»
La Volontaire est une frégate de 32 mètres de long et 8 mètres de large, équipée de 36 canons, construite à Rochefort en 1793 - 1794. Lancée le 30 juillet 1794 (rôle du 7 messidor an II), elle est alors surnommée « la plus belle frégate de France ».

## La plus courte carrière d'un navire de guerre
Commandée par Jacques Papin, elle met aussitôt le cap sur l'Irlande en voulant faire escale à Brest, mais, naviguant de conserve avec les corvettes l' Espion (commandée par le capitaine Magendie) et l' Alerte (commandée par le lieutenant de vaisseau Passard), elle est surprise le 23 août 1794 en Baie d'Audierne par une escadre de six bateaux anglais (formée des frégates Flora, Arethusa, Diamond, Artois, Diana, Santa Margarita), visée par des tirs nourris qui font un mort et trois blessés (l'équipage était constitué de 379 personnes). La Volontaire, dont la coque a été trouée, parvient à la côte près de Penmarc'h, ce qui permit de sauver le reste de l'équipage, soit plus de 300 hommes. « On est occupé à en retirer les principaux agrès, ainsi que l'artillerie, et nous ne perdrons que la coque du bâtiment. Les citoyens de la côte ont montré le plus grand zèle pour sauver les effets de cette frégate » déclaré Jean-Jacques Bréard, membre du Comité de Salut public .
Sur le journal de bord, le capitaine écrit : « Je m'aperçus que je ne pouvais plus prétendre à doubler Penmarc'h. (...) Je fis passer tout mon équipage derrière et leur dit que mon intention était de nous embosser le plus près de la terre, et ensuite de nous battre jusqu'à la dernière extrémité ». Le témoignage de Thomas-Marie Lucas, lieutenant des douanes de Plozévet, en date du 6 fructidor an II, confirme que « (...) sur les 8 à 9 heures du matin on a apperçu nombre de batiments au nombre de sept qui ont fait et donné la chasse à un vaisseau ou frégate qui l'ont mis de Bout à terre à la Torche. (...) ».
Le capitaine de l' Espion demanda aux administrateurs du district de Pont-Croix un certificat de sa conduite et de celle de son équipage ; ce certificat affirme que « l'équipage de la corvette l' Espion a fait la plus vigoureuse défense quoique échouée sur la Gamelle, qu'il n'a cessé pendant au moins 3 heures de tirer sur les 2 frégates anglaises qui le couvraient de mitrailles, que l'équipage n'est sorti du navire qu'après avoir vu le navire se pencher (...), que les canots ont fait sous la mitraille de l'ennemi 3 voyages pour sauver l'équipage, et que le capitaine est sorti du bord le dernier tenant à la main le pavillon national et (...) en chantant l'hymne des Marseillais ». Le capitaine du bateau anglais, l' Arethusa, E. Pellew, confirme ces combats. L' Espion parvint à se déséchouer ; par contre l' Alerte n'y parvint pas et son épave gît près du récif de la Gamelle. L' Espion eut 52 prisonniers et plus de 30 blessés, et l' Alerte de 20 à 30 blessés.
Le 22 fructidor an II (8 septembre 1794) la Convention publia un décret relatif à ces combats qui accordait « mention honorable de la conduite des marins et canonniers qui y ont eu part » et aux citoyens de la région qui se « sont empressés de voler au secours des blessés et de concourir au sauvetage ».
Le nom du bateau fut réattribué à un autre : La Volontaire (1796), une frégate lancée à Bordeaux le 7 juin 1796 et qui fut capturée par le HMS Diadem de la Royal Navy le 4 mars 1806, devenant ensuite le HMS Volontaire ; ce bateau participa notamment côté anglais à la bataille de Maguelone le 25 octobre 1809.

## Unegwerzcommémore le naufrage
Une gwerz, titrée en breton Ar volonter et dont le texte a été recueilli en 1863 par François-Marie Luzel commémore le naufrage. Son texte intégral, qui mêle des phrases en breton et d'autres en français, est disponible sur un site Internet ; en voici quelques extraits :
 (...) Vive la République ! Vive la liberté !

 C'est au mois d'août dernier que ceci arriva

 Une frégate de la nation se perdit sur la côte de Penmarc'h.

 (...) Les Anglais viennent sur nous comme des chiens enragés.

 (...) Le passage nous était fermé, il fallait aller à la Torche.

 (...) Qu'on allume la fournaise, et tout se suite

 Pour que nous combattions avec des boulets rouges !

## Une épave retrouvée en 2020
Des plongeurs de l'ASEB (Activité subaquatique de Bretagne), après l'autorisation de fouilles obtenue, ont trouvé en septembre 2020 de nombreux objets provenant de l'épave, situe au milieu de la baie de Pors-Carn, entre Saint-Guénolé et la Pointe de la Torche ; l'épave a officiellement été identifiée en octobre 2021.